# منتخب باراغواي لكرة الطائرة للرجال
منتخب باراغواي الوطني لكرة الطائرة للرجال (بالإسبانية: Selección de voleibol de Paraguay)‏ هو ممثل باراغواي الرسمي في المنافسات الدولية في كرة طائرة في فئة كرة الطائرة للرجال.